# Padrino
Padrino（パドリーノ）は、Rubyで書かれたオープンソースのWebアプリケーションフレームワークである。Sinatraをベースに作成されている。
SinatraがModel View Controller (MVC) の構造を採用していないのに対して、PadrinoはMVC構造を採用している。Padrinoは、MVC構造やヘルパー、国際化機能、テストの自動生成などの機能をSinatraに追加した形となっている。

## 概要
以下は、Padrinoによって、Sinatraに追加された機能の一部である。
- Ruby on Rails風のMVC構造
- 各種HTMLタグを生成する豊富なHelper
- メール配信機能
- キャッシュ機能
- 国際化機能
- ロガー機能
- 管理画面の生成機能
- 各種コマンドラインツール
- テストツール

上記の機能は、Sinatraに個別に追加することも可能である。